# 豊壌県
豊壌県（ほうじょうけん、풍양현）は、現在の京畿道南楊州市真乾邑・榛接邑・梧南邑一帯にあった朝鮮初期の行政区域である。豊壌趙氏の貫地でもある。その中心は、現在の真乾邑松陵里にあった。歴史的に骨衣奴県・荒壌県などと呼ばれた。1427年、楊州牧に編入され消滅した。現在は、南楊州市豊壌出張所などの名称が残っている。この地域の中心地は接洞面内谷里たが、現在の榛接邑に達する。ただし、現在の豊穣出張所は真乾邑を管轄せず榛接邑・梧南邑・退渓院邑・別内面・別内洞を管轄している。